# Ozimek

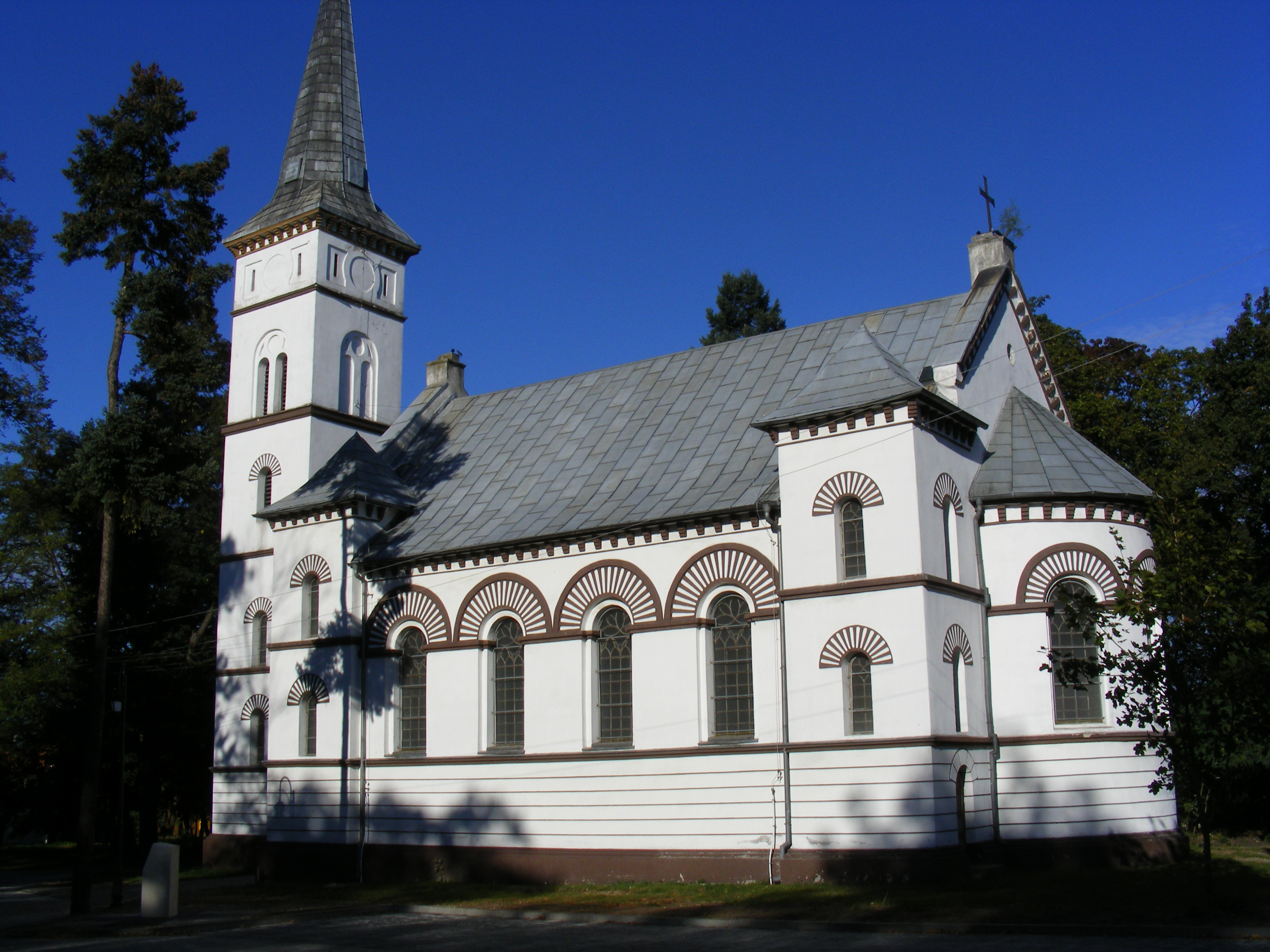
Evangelický kostel

Ozimek (německy Malapane) je město v jižním Polsku v Opolském vojvodství v okrese Opolí, sídlo městsko-vesnické gminy Ozimek. Leží na historickém území Horního Slezska na řece Malá Pěna necelých 20 kilometrů východně od Opolí. Z geomorfologického hlediska se rozkládá na Opolské planině, která je součástí Slezské nížiny, a je obklopeno Stobravsko-turavskými lesy (Lasy Stobrawsko-Turawskie). V roce 2024 zde žilo 7 962 obyvatel.

## Historie
Dějiny obce sahají k roku 1754, kdy zde byl na podnět pruského krále Fridricha II. Velikého spuštěn provoz první  státní železárny v nově nabytém Pruském Slezsku. Stavba železárny započala v roce 1753 a závod byl pojmenován Eisenhüttenwerk Malapane podle německého jména řeky Malé Pěny, na jejímž břehu se rozkládal. Naopak polský název Ozimek je odvozen od příjmení majitele mlýna, který se dříve na tomto místě nacházel a byl pro potřeby výstavby hutnického areálu odkoupen a zbořen. Na území gminy, asi šest kilometrů od Ozimku, se nachází obec Fridrichův Hradec (Friedrichsgrätz/Grodziec), kterou v roce 1752 založili potomci českých a moravských exulantů. Ti se významně na stavbě a provozu železárny podíleli. V roce 1762 začala výstavba první dělnické kolonie podél dnešní ulice Wyzwolenia, která dostala jméno Hüttendorf. Časem se huť Malapane rozrostla o pomocné závody v sousedních obcích Jedlitz/Jedlice, Dembiohammer/Dębska Kuźnia a Krascheow/Krasiejów. 
V hornoslezském plebiscitu 1921 se 84 % obyvatel osady Malapane a 89 % obyvatel Hüttendorfu vyslovilo pro setrvání v Německu. Obě obce byly administrativně sloučeny v roce 1924 pod názvem Malapane.
Po druhé světové válce se celá oblast někdejšího Pruského Slezska stala na základě rozhodnutí Velké trojky součástí socialistického Polska. Obec dostala polské pojmenování Ozimek, v roce 1954 byla povýšena na sídlo městského typu a v roce 1962 na město. Železárny byly znárodněny jakožto Huta Małapanew a zaznamenaly novou éru rychlého rozvoje, v 70. letech zaměstnávaly na 7 000 dělníků. Na rozdíl od mnoha jiných podniků těžkého průmyslu v regionu přetrvaly ekonomickou transformaci po roce 1989 a dodnes jsou nejvýznamnějším hospodářským subjektem ve městě.

## Národnosti
Etnicky smíšená oblast Opolska nebyla po druhé světové válce podrobena příliš důslednému odsunu německého obyvatelstva, ale zdejší česká menšina byla Poláky za svých domovů vyhnána. Při sčítání lidu v roce 2011 se 15,6 % obyvatel gminy Ozimek přihlásilo k německé národnosti. Přesto místní zastupitelstvo, ve kterém politická reprezentace německé menšiny měla jen 6 z 21 křesel, zamítlo v roce 2013 návrh na zavedení němčiny jako druhého úředního jazyka, jak je tomu v sousedních gminách Kolonowskie, Turawa nebo Dobrodzień.
Ozimek také leží v oblasti s vysokým zastoupením slezské národnosti. Podrobná data nejsou dostupná, ale v celém okrese Opolí, k němuž město patří, se k ní v roce 2011 hlásilo 20,3 % obyvatel.

## Pamětihodnosti
- Llitinový visutý most z roku 1827, nejstarší v Evropě, který přes Malou Pěnu spojuje areál železáren s centrem města;
- Evangelický kostel Jana Křtitele z roku 1821 navržený Karlem Friedrichem Schinklem v obloučkovém stylu;
- V blízkosti města byl objeven druhohorní plaz druhu Ozimek volans, pojmenovaný právě po této obci.[8][9]

## Doprava
Ozimek leží na trase státní silnice č. 46 spojující Opolí a Čenstochovou, a také na železniční trati Opolí – Tarnovské Hory/Lubliniec.
V jízdním řádu 2019/2020 zde stavěly osobní vlaky z Opolí do stanice Zawadzkie a dva vybrané rychlíky Vratislav–Varšava. Příměstskou dopravu zajišťuje dopravce PKS Opole.

## Partnerská města
- Heinsberg, Severní Porýní-Vestfálsko, Německo
- Krompachy, Slovensko
- Přerov, Česko
- Rýmařov, Česko